# Parc quasi national de Chōkai
Le parc quasi national de Chōkai (鳥海国定公園, Chōkai Kokutei Kōen) est un parc quasi national situé dans les préfectures d'Akita et de Yamagata au Japon. Créé le 24 juillet 1963, il s'étend sur 289,55 km2.